# Духові музичні інструменти

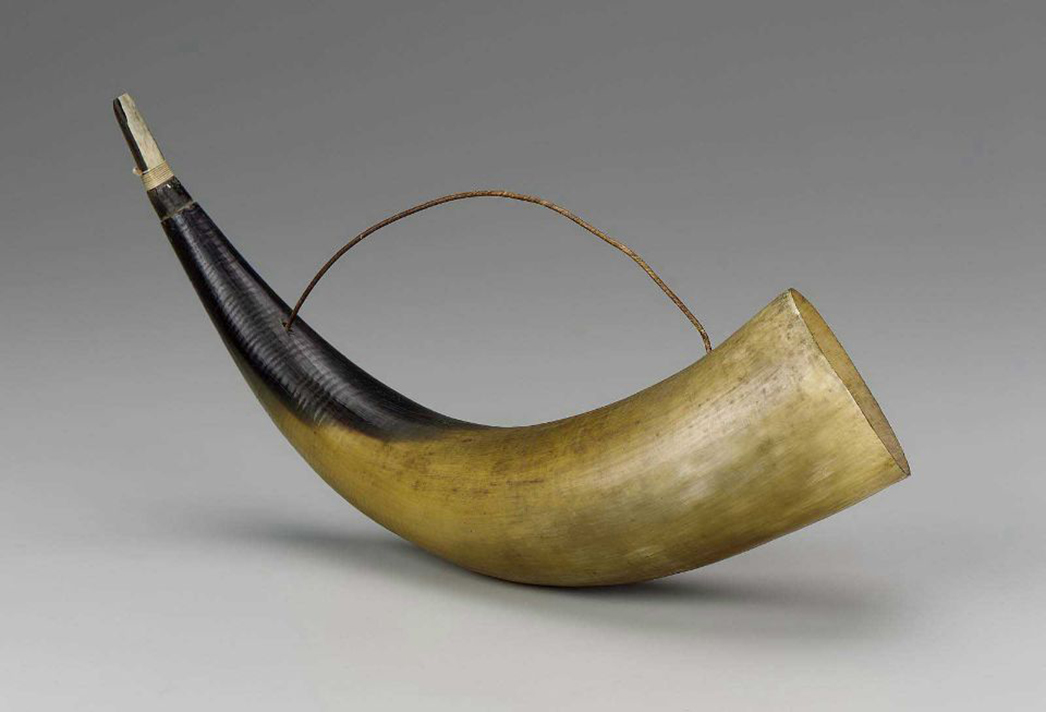
Духові музичні інструменти

Духові́ музи́чні інструме́нти — музичні інструменти, що являють собою різні за розмірами та матеріалом трубки, в яких внаслідок коливання стовпа повітря, що міститься в них усередині, утворюється звук. 
Характер звука духових музичних інструментів залежить від форми та обсягу повітря в них, способу видобування - вдування повітря в канал інструмента, механізму виникнення коливань та матеріалу, з якого виготовлено резонатор. Зміна частоти коливань, а відповідно і висоти звуку інструменту досягається музикантами у два способи:
- збільшуючи або зменшуючи обсяг звучного стовпа повітря за допомогою спеціальних пристосувань — клапанів, вентилів, пістонів, куліс, якими музикант керує пальцями;
- сильнішим вдуванням розсікаючи стовп повітря на дві, три, чотири й т.д. частини, внаслідок чого починає звучати не основний тон, а якась із його верхніх гармонічних складових.

## Історія
Спочатку духові інструменти мали прикладне значення: насамперед були засобом передавання сигналів на значну відстань у мисливців, пастухів, у війську. Різноманітні роги й кістки тварин стали основою всіх різновидів сучасних духових інструментів. Дотепер знаходять примітивні інструменти, зокрема ріг зі зрізаним вузьким кінцем, глиняні та інші вироби, що звучать. 

## Класифікація духових інструментів
Духові інструменти прийнято поділяти на дерев'яні й мідні. Ця класифікація історично зумовлена матеріалами, що використовувались для виготовлення інструментів, однак у наш час відображає спосіб звуковидобування, застосовуваний на них. Так, флейта, що відноситься до дерев'яних духових, може бути виготовлена з металу або навіть скла, деякі моделі гобоя або кларнета виконані із пластику й інших матеріалів, саксофон завжди виготовляється з металу, але також вважається дерев'яним інструментом. Інструменти, що називаються мідними, роблять не тільки з міді, але також з латуні, срібла й інших металів.
Існують також клавішні інструменти, де повітря приводиться у коливальних рух за допомогою спеціальних міхів або механічних пристроїв — це такі інструменти, як орган, акордеон та інші, однак ці інструменти як правило не розглядають як духові, а відносять до пневматичних інструментів.

### Дерев'яні духові інструменти
Дерев'яними називаються духові інструменти, основним принципом гри на яких є регулювання довжини звучного стовпа повітря шляхом відкривання отворів, розташованих на корпусі інструмента на певній відстані один від одного. Збудження коливань стовпа повітря здійснюється або за допомогою язичка (язичкові — гобой, кларнет, фагот, саксофон та їх різновиди) або за рахунок розсічення потоку повітря поперечним отвором у головці інструменту (лабіальні — флейта, блок-флейта).
На ранніх етапах свого розвитку ці інструменти виготовлялися винятково з дерева, завдяки чому і названі були дерев'яними. Деякі сучасні інструменти такого типу (флейти, саксофони) ніколи не виготовляються з дерева, для інших інструментів дерево застосовується поряд з іншими матеріалами.

### Мідні духові інструменти
Мідними називаються духові інструменти, принцип гри на яких полягає в одержанні звуків гармонічного ряду шляхом зміни сили потоку повітря, що вдмувається в інструмент, або особливим положенням губ виконавця. Раніше звукоряд цих інструментів був натуральним, пізніше, з винаходом у 1830-і роки вентильного механізму мідним інструментам став доступний хроматичний звукоряд. На тромбоні хроматичний звукоряд забезпечується завдяки особливій висувній трубці — кулісі.
Як правило, ці інструменти виготовляються з металу (латуні, міді, рідше срібла), хоча деякі з інструментів епохи Середньовіччя й бароко з подібним способом звуковидобування (наприклад, серпент) були виконані з дерева.

### Використання
В сучасній практиці мідні духові використовують як в симфонічних та духових оркестрах, так і як сольні інструменти. Духові інструменти поширені також і в народній музиці — це свиріль, сопілка, зурна, най та інші